# Либерален интернационал
Либералният интернационал (ЛИ) (на английски: Liberal International) е международна федерация на либералните партии. Щаб квартирата му се намира Лондон, Великобритания в сградата на National Liberal Club (либерален Джентълменски клуб). Създаден е в Оксфорд през 1947 г., откъдето идва наименованието на основния и оригинален идеологически документ наречен Оксфордски манифест. Целта на организацията е да свързва либералните партии по целия свят и така да спомага за запазването и развитието на либералните ценности като свободното и честно общество, човешките права и свободните търговия и стопанство. От 2009 г. председател на организацията е холандският политик Ханс ван Бален.

## Цели
Според Конституцията на Либералния интернационал (2005) целите му са:
„да спечели общо разбиране на либералните принципи, които са международни в своята същност, по целия свят и да спомогне за развитието на свободно общество базирано на личната свобода, личната отговорност и обществената справедливост и да предостави средставата за съвместна работа и разменяне на информация между членовете му и между мъжете и жените от всички страни, които приемат либералните принципи.“
Принципите, които Либералният интернационал изповядва, са човешките права, свободни и честни избори, многопартийна демокрация, обществена справедливост, толерантност, пазарна икономика, свободна търговия, отговорност към околната среда и международна солидарност.

## Оксфордския манифест
Оксфордският манифест е написан през 1947 г. от участниците в годишното събрание на Либералния интернационал, описвайки основните политически принципи на организацията. Документът се счита за един от най-важните политически документи на двадесети век.

Основната презумпция, на която се базира е, че „човекът е преди всичко създание, дарено със силата на независимата мисъл и свободата на действие и с умението да различава правилното от грешното“. Поради това човекът е основата на всяко политическо общество. То от своя страна трябва да подсигури условията за съществуването на отговорен и съзидателен живот като:

Личната свобода, свободата на мисълта и религията;

Свободата на изразяване и свободната преса;

Свободата на сдружаване;

Свободата на образование, без значение от произхода;

Свободата на собственост, правото на стопанска активност;

Равни права за мъжете и жените.

Петдесет години по-късно Либералният интернационал се завръща в Оксфорд, където създава нова, допълнена версия на манифеста, наречена Либералният манифест за 21 век, в която се отбелязва значителният напредък на либералните ценности във Великобртания, Европа и света, но се очертават и някои важни насоки за работа на либералните партии през 21 век:

Разширяване на демокрацията – борба с корупцията, влиянието на монополи, картели и големи корпорации върху правителствата и подобряване на човешкия капитал;

Усилване на международното сътрудничество в областта на конфликтите и споровете;

Подобряване на демокрацията – децентрализиране на политическите ресурси;

Защита на правата на човека;

Създаването на нов договор между поколенията;

### Членове
| Country                      | Name                                                                  | Government                                                         | Notes |
| ---------------------------- | --------------------------------------------------------------------- | ------------------------------------------------------------------ | ----- |
| Андора                       | Либерална партия на Андора                                            | Основна партия в коалицията                                        |       |
| Ангола                       | Либерална демократична партия                                         | В опозиция                                                         |       |
| Белгия                       | Реформаторско движение                                                | Малка партия в коалиция                                            |       |
| Белгия                       | Фламандски либерали и демократи                                       | Малка партия в коалиция                                            |       |
| България                     | Движение за права и свободи                                           | В опозиция                                                         |       |
| България                     | Национално движение за стабилност и възход                            | Извън парламента                                                   |       |
| Буркина Фасо                 | Алианс за демокрация и федерация - Африканско демократично обединение | Малка партия в коалиция                                            |       |
| Камбоджа                     | Sam Rainsy Party                                                      | В опозиция                                                         |       |
| Канада                       | Канадска либерална партия                                             | Малка партия в коалиция                                            |       |
| Китай                        | Демократична прогресивна партия                                       | В опозиция                                                         |       |
| Демократична република Конго | Национален алианс на демократите за реконструкция                     | В опозиция                                                         |       |
| Коста Рика                   | Partido Movimiento Libertario                                         | В опозиция                                                         |       |
| Кот д'Ивоар                  | Rally of the Republicans                                              | Президент и правителство                                           |       |
| Хърватия                     | Хърватска социалнолиберална партия                                    | Малка партия в коалиция                                            |       |
| Куба                         | Democratic Solidarity Party                                           | Забранена                                                          |       |
| Куба                         | Cuban Liberal Union                                                   | Забранена                                                          |       |
| Куба                         | Либерална партия на Куба                                              | Забранена                                                          |       |
| Дания                        | Датска социално-либерална партия                                      | Малка партия в коалиция                                            |       |
| Дания                        | Център                                                                | В опозиция                                                         |       |
| Египет                       | Демократически фронт                                                  | В опозиция                                                         |       |
| Естония                      | Реформистка партия на Естония                                         | Основен партньор в коалиция                                        |       |
| Финландия                    | Финландки център                                                      | Основен партньор в коалиция                                        |       |
| Финландия                    | Шведска народна партия (Финландия)                                    | Малък партньор в коалиция                                          |       |
| Германия                     | Немска група в Либералния интернационал                               | Друг статут                                                        |       |
| Германия                     | Свободна демократическа партия                                        | Извън парламента                                                   |       |
| Гибралтар                    | Гибралтарска либерална партия                                         | Малък партньор в коалиция                                          |       |
| Хондурас                     | Либерална партия (Хондурас)                                           | В опозиция                                                         |       |
| Унгария                      | Алианс на свободните демократи                                        | Извън парламента                                                   |       |
| Исландия                     | Framsóknarflokkurinn                                                  | В опозиция                                                         |       |
| Израел                       | Израелска група                                                       | Друг статут                                                        |       |
| Италия                       | Италиански радикали                                                   | В опозиция                                                         |       |
| Косово                       | Либерална партия на косово                                            | В опозиция                                                         |       |
| Литва                        | Либерален и центристки съюз                                           | В опозиция                                                         |       |
| Люксембург                   | Демократическа партия (Люксембург)                                    | В опозиция                                                         |       |
| Северна Македония            | Либерална демократична партия (Македония                              | В опозиция                                                         |       |
| Мадагаскар                   | Движение за прогрес на Мадагаскар                                     | В опозиция                                                         |       |
| Мексико                      | Nueva Alianza                                                         | В опозиция                                                         |       |
| Черна гора                   | Либерална партия на Черна гора                                        | В опозиция                                                         |       |
| Монголия                     | Гражданска воля                                                       | В опозиция                                                         |       |
| Мароко                       | Конституционен съюз                                                   | В опозиция                                                         |       |
| Мароко                       | Народно движение                                                      | Малка партия в коалиция                                            |       |
| Нидерландия                  | Демократи 66                                                          | В опозиция                                                         |       |
| Нидерландия                  | Народна партия за свобода и демокрация                                | Основна партия в коалиция                                          |       |
| Нидерландия                  | Холандска група в ЛИ                                                  | Друг статут                                                        | -     |
| Норвегия                     | Център (Норвегия)                                                     | В опозиция                                                         |       |
| Перу                         | Национална справедливост                                              | Извън парламента                                                   |       |
| Филипини                     | Либерална партия                                                      | Президент и правителство                                           |       |
| Румъния                      | Национална либерална партия                                           | В опозиция                                                         |       |
| Русия                        | Yabloko                                                               | Извън парламента                                                   |       |
| Сенегал                      | Сенегалска демократическа партия                                      | В опозиция                                                         |       |
| Словения                     | Либерална демокрация                                                  | Извън парламента                                                   |       |
| Република Южна Африка        | Democratic Alliance                                                   | В опозиция / Управлява в западната провинция                       |       |
| Испания                      | Democratic Convergence of Catalonia                                   | В опозиция на национално ниво / Основна партия в местния парламент |       |
| Испания                      | Majorcan Union                                                        | В опозиция                                                         |       |
| Шри Ланка                    | Либерална партия на Шри Ланка                                         | В опозиция                                                         |       |
| Швеция                       | Либерална народна партия                                              | Малка партия в коалиция                                            |       |
| Швеция                       | Центристка партия (Швеция)                                            | Малка партия в коалиция                                            |       |
| Швейцария                    | Свободна демократическа партия – Либералите                           | Традиционен коалиционен кабинет                                    |       |
| Танзания                     | Обединен граждански фронт                                             | В опозиция                                                         |       |
| Тайланд                      | Демократическа партия                                                 | В опозиция                                                         |       |
| Тунис                        | Социално-либерална партия                                             | В опозиция                                                         |       |
| Великобритания               | Alliance Party of Northern Ireland                                    | Управлява на местно ниво                                           |       |
| Великобритания               | Британска група в Либералния интернационал                            | Друг статут                                                        |       |
| Великобритания               | Либерални демократи                                                   | В опозиция                                                         |       |

Членове на Либералния интернационал са и няколко международни организации:
- Алианс на либерали и демократи за Европа
- Международна федерация на либералната младеж
- Международна мрежа на либералните жени